# 錢湯
錢湯（日语：／ Sentō ?）是一種日本特有的收費公共浴池，最早出現平安時代末期的京都。進入20世紀後，隨著家庭中浴室的普及，以及健康中心和超級錢湯的開設，錢湯的數量一直呈現急劇下降的趨勢。有的錢湯會直接引溫泉水供顧客洗浴。

## 房間設置及其建築特徵

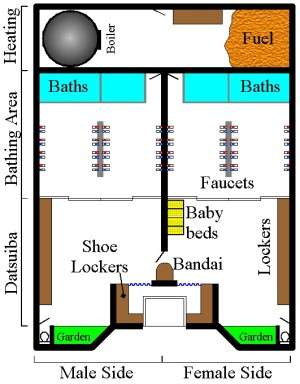
一般澡堂的配置

### 入口
日本錢湯（亦稱公眾浴室）有多種入口設計。但多數傳統錢湯的房間設計都與所示右圖相似。入口從外觀看帶有日式遮廉（暖簾），亦與傳統廟宇相似。此暖簾常為藍色設計并用漢字寫有“湯”（日文中意即熱水）或相應平假名 ゆ。進入入口後即為鞋櫃，并分別通向男女脫衣場（意即更衣室），且多帶有掛簾遮擋。男女更衣室設計往往除極少數部份外外觀均相似。

### 更衣室

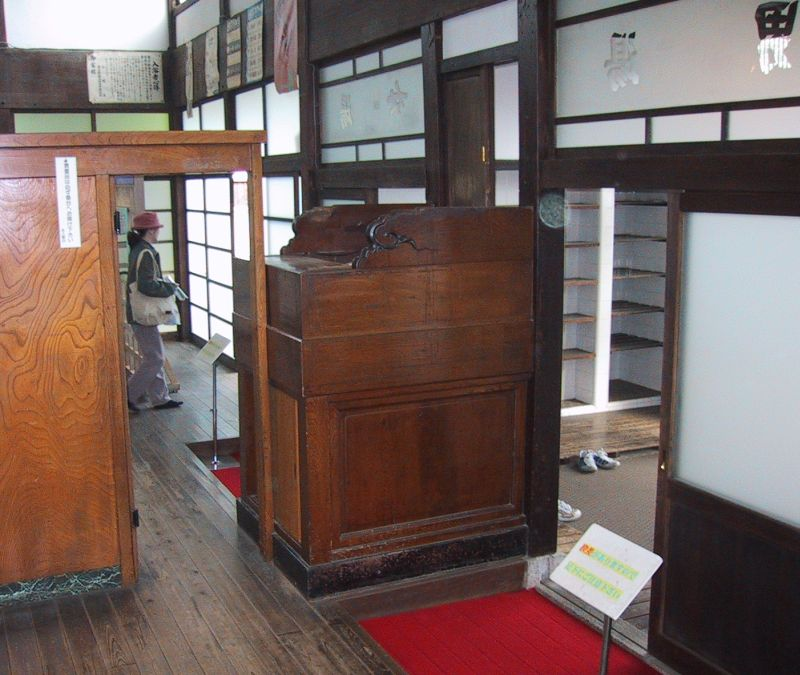
江戶東京建築園的番台

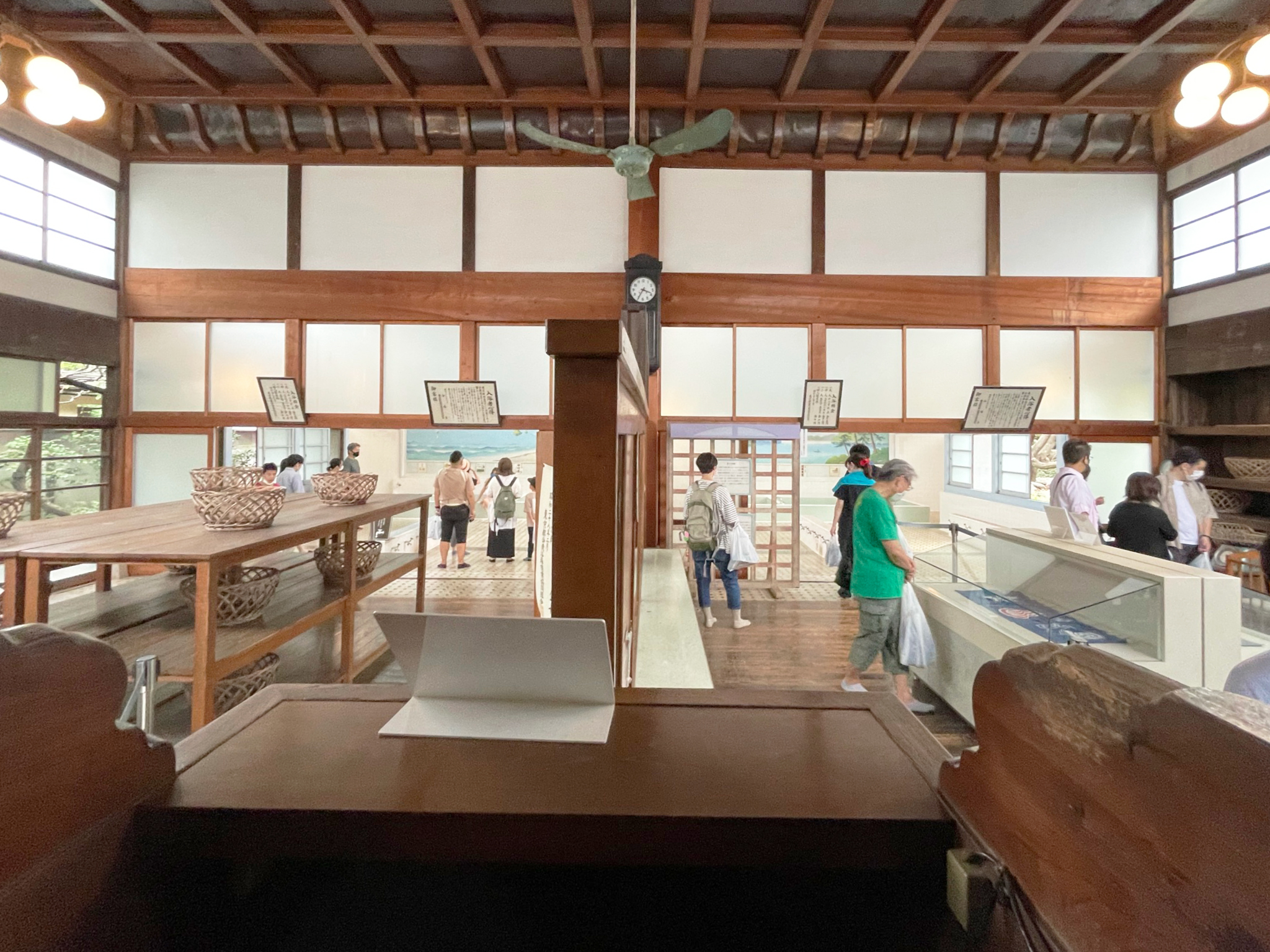
從番台看更衣室

日本公共澡堂常設有兩種入口。一種是前櫃式的，有個負責掌櫃的人會坐在那裡；另一種則是「番台」式的。在東京，有660家錢湯設有前櫃式的入口，但只有315家仍保有傳統的番台式入口。 （页面存档备份，存于）
在裡面，兩個入口之間叫做「番台」。「番台」是個長方形或馬靴型的平台，一般在1.5到1.8公尺之間。在番台上面通常有個大型的時鐘。在番台的正前方有扇公共入口，只能給顧客使用。更衣室大約十平方公尺大，有時候會鋪蓋上榻榻米並設有放置衣服用的櫃子。通常另外會有一個專供熟客放置泡湯用具的架子。
天花板有三到四公尺的高度。男湯和女湯中間的隔離牆則是兩公尺高。更衣室通常會有一扇通往迷你日式庭園的入口， 另外還有一個日式廁所。 室內會有些桌子和椅子，包括投幣式的按摩椅。一般來說還會有個體重計，有時會有量身高的地方。在有些老式的錢湯，度量單位還是用日本老式的「匁」(1匁= 3.75 克) 和「貫」(1 貫 = 1000匁= 3.75公斤)。相同的，在某些老式的錢湯身高只能量到180公分。錢湯裡會有本地商家的廣告。 女湯供常設有些嬰兒床，和比較多的鏡子。擺設和廣告會隨著男湯女湯的不同而有所改變。錢湯裡有販賣冷飲的自動販賣機，供顧客們投幣使用。傳統習慣是喝冰牛奶，有時也買得到冰淇淋。

### 鍋爐室
洗浴處所之後便是鍋爐室 （日文稱為釜場, kamaba），在此處進行對水進行加熱。加熱方法可以包括油或電力，包括各種燃料如木炭都有可能。煙囪可能設置在錢湯附近。在戰後日本錢湯通常採用普通公用事業之統一供電。

### 三溫暖/桑拿
多數現代錢湯均帶有此設施，并在其外設有冷水浴池供降溫用。多數情況下使用此設施需要額外付費。通常使用者在支付額外費用後會領取一個簡易腕帶以作憑證。

## 禮儀

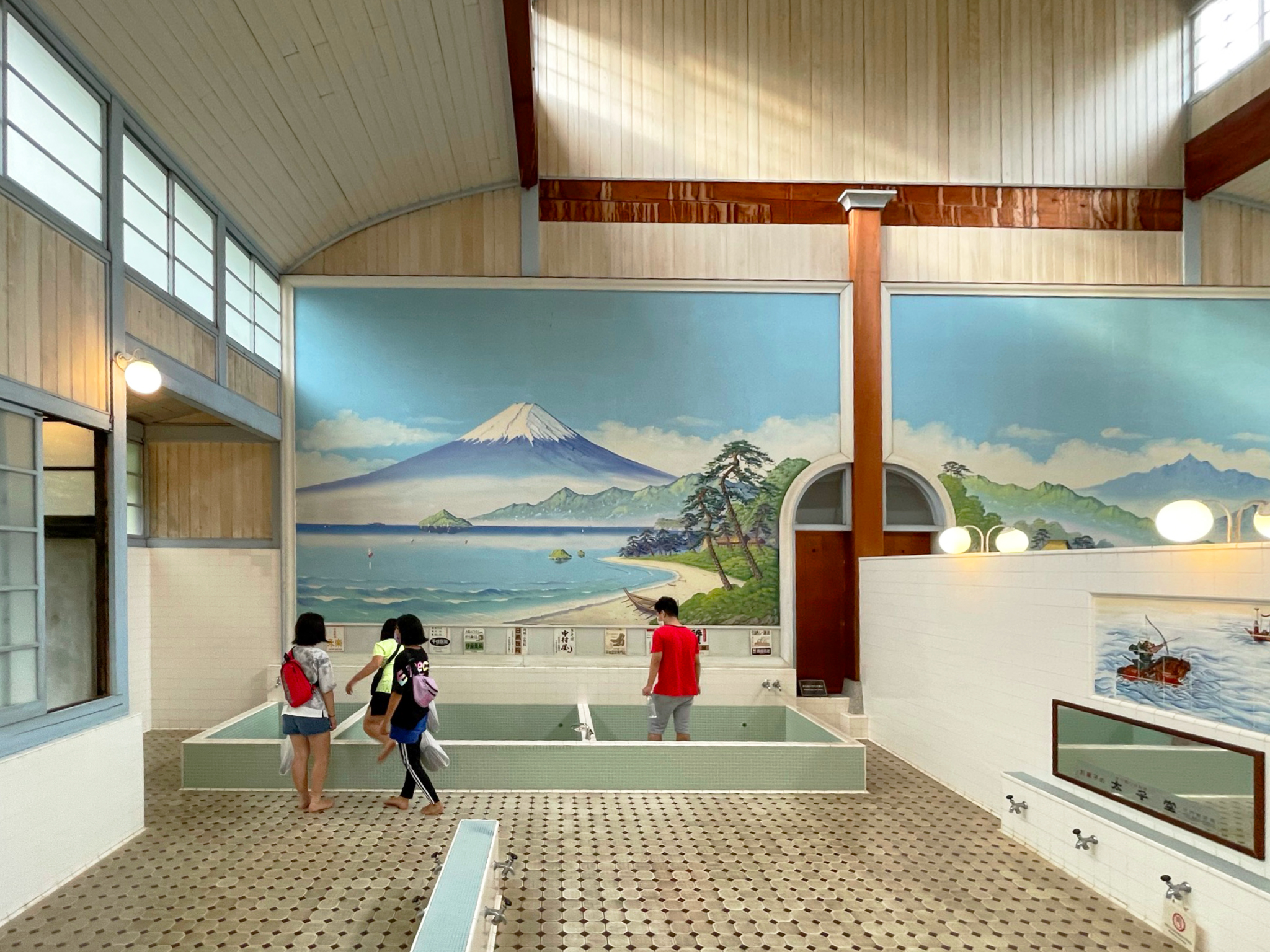
“男湯”泡澡區

澡堂有一些基本使用程序和禮儀，日本人通常很了解，但是外國人如果不清楚程序可能會導致失禮的情況被眾人指正。

### 用具
在一個公開營業錢湯最低限度的設備需要一小毛巾和一些肥皂、洗髮水。服務員通常會出售這些物品，定價為為100-200日元。很多人買兩條毛巾，一個洗澡用一個擦乾用。一般人用尼龍布毛巾擦洗或刷洗，也有豪華一點的澡堂備有肥皂刷用於洗滌。其他衛生保健品可能包括浮石，牙刷、牙膏、刮鬍刀、梳子、浴帽、頭油、痱子粉、面霜....等，一些固定的客戶會在更衣室租一個小格衣櫃存儲他們的私人洗澡用品。

### 入口和脫衣
在日本這是一個重要習慣，例如脫鞋子才能進入私人住宅。同樣進入浴場也要脫鞋。再進入更衣室脫衣（更衣室通常是免費提供）有免費儲物櫃的鑰匙（可佩戴在手腕上進入浴場）提供或簡陋一點的大籮筐放個人物品。隨後客人用毛巾圍住下半身經過一個掛有性別門簾的門進入浴場。男子的門通常有一個藍色漢字「男」，婦女的門通常有一個紅色漢字的「女」 。
澡堂費用多數在東京定為460 日元。進入後一個服務櫃台提供了額外的消費，包括買各種衛浴產品毛巾、香皂、洗髮水、剃鬚刀、梳。有人洗澡後喜歡吃冰淇淋或果汁也可以在這購買。

### 泡澡區
通常水是溫泉水或加了溫泉粉的自來水兩種，因為日本人相信水中有礦物質保持在皮膚較好，通常顧客不會把水擦乾，因為多數人都先在水龍頭區已經用肥皂洗過一遍才去泡澡區。